# اولیوت (میزوری)
اولیوت (به انگلیسی: Olivette) یک شهر در ایالات متحده آمریکا است که در شهرستان سنت لوئیس، میزوری واقع شده‌است. اولیوت ۷٫۲۰ کیلومتر مربع مساحت و ۷٬۷۳۷ نفر جمعیت دارد و ۲۰۲ متر بالاتر از سطح دریا واقع شده‌است.